# Rocky II
Rocky II là một bộ phim truyền hình thể thao Mỹ năm 1979 do Sylvester Stallone viết kịch bản, đạo diễn và đóng vai chính. Đây là phần tiếp theo của bộ phim Rocky năm 1976, và là phần cuối cùng trong loạt phim được United Artists phân phối duy nhất.
Stallone, Carl Weathers, Tony Burton, Burgess Meredith, Burt Young và Talia Shire đã đóng lại các vai ban đầu của họ. Chiếc đai vô địch hạng nặng của tạp chí The Ring xuất hiện lần đầu tiên trong loạt phim. Được phát hành vào ngày 15 tháng 6 năm 1979, bộ phim được tiếp nối bởi Rocky III vào năm 1982.

## Nội dung
Vào ngày đầu năm mới 1976, nhà vô địch quyền anh hạng nặng thế giới Apollo Creed đã bảo vệ thành công danh hiệu của mình trong một quyết định nhỉnh hơn rất nhỏ trước kẻ thách thức Rocky Balboa. Anh và Rocky được đưa đến cùng một bệnh viện. Mặc dù thỏa thuận chung của họ không tìm kiếm một trận tái đấu, Apollo thách thức Rocky một lần nữa, nhưng Rocky từ chối và rút lui khỏi quyền anh chuyên nghiệp. Bạn gái của anh ta, Adrian, ủng hộ sự lựa chọn của anh ta, cũng như các bác sĩ của anh ta, người tiết lộ rằng anh ta sẽ yêu cầu phẫu thuật cho một võng mạc bị bong ra, một tình trạng có thể dẫn đến mù vĩnh viễn. Trong một khoảnh khắc riêng tư, Rocky đến gặp một Apollo đang hồi phục và muốn có một câu trả lời trung thực cho câu hỏi của anh ta về việc liệu Apollo có thi đấu hết mình trong cuộc chiến hay không; Creed xác nhận rằng đã đấu hết sức. Sau khi Rocky được xuất viện, anh ta tận hưởng những lợi ích từ những thay đổi trong cuộc sống của mình: Sự nổi tiếng mới của Rocky thu hút một đại lý coi Rocky là một người chứng thực và tài trợ vàng, và sự giàu có bất ngờ của Rocky khuyến khích anh cầu hôn với Adrian. Cô vui vẻ chấp nhận, và họ kết hôn trong một buổi lễ nhỏ. Ngay sau đó, Adrian tiết lộ rằng cô đang mang thai.
Trong khi đó, bị thúc đẩy bởi các thư thù ghét nói rằng Apollo đã dàn xếp trận đấu với tư cách là nhà vô địch, Apollo trở nên ám ảnh với ý tưởng rằng một trận tái đấu là cách duy nhất để chứng minh rằng màn trình diễn của Rocky chỉ đơn giản là một trò đùa. Quyết tâm khắc phục vết nhơ trong sự nghiệp quyền anh của mình, Apollo bỏ qua mọi lời cầu xin của bạn bè và gia đình để quên đi cuộc chiến, và thay vào đó yêu cầu đội của anh ta làm bất cứ điều gì cần thiết để đưa Rocky quay lại sàn đấu dù đã nghỉ hưu.